# 演艺大世界
演艺大世界是位於中華人民共和國上海市南京东路、南京西路和西藏中路附近的剧场集聚区。這個区域内剧场和展演空间共有39个，其中人民广场周边1.5平方公里区域内运营的剧场及展演空间21个，密度達14个/平方公里，是中華人民共和國规模最大、密度最高的剧场群。演艺大世界區域內的演出数量占据上海演艺市场的一半。演艺大世界内還會舉辦上海国际音乐剧节、上海国际戏剧邀请展、上海国际喜剧节、中国（上海）小剧场戏曲展演、长三角城市戏剧节、思南赏艺会、表演艺术新天地、百年大世界沉浸式展演秀、上海城市草坪音乐会等活动。

## 歷史
當地1990年代被定名为环人民广场演艺集聚区，2018年11月1日更名为“演艺大世界”（英文名：SHOW LIFE）。2022年1月16日，上海音乐厅、中国大戏院、人民大舞台、黄浦剧场、宛平剧院、思南公馆等10家首批单位获得演艺大世界铭牌和证书。2023年3月1日，「演艺大世界尾票亭」在南京路步行街上启动运营，市民可以在此以优惠价格購買演出票。